# Потерпевший (фильм)
«Потерпевший» — фильм режиссёра Владимира Рябцева в жанре психологический детектив.

## Сюжет
Действие происходит в одном из провинциальных городов, недалеко от Ленинграда, в конце 1980-х — начале 1990-х годов.
Герой фильма — старший оперуполномоченный отдела уголовного розыска Кузьмин (Александр Мартынов). В основе сюжета — ограбление сберкассы, нападение на женщину с кражей сумки, судьба талантливого художника, загнанного жизнью в тупик и, наконец, проблемы отцов и детей…
Фильм отражает семейную драму главного героя, происходящую на фоне профессиональных будней. События, обнажающие давно пережитый внутрисемейный конфликт, снова напоминают о себе, когда подозреваемым в разбойном нападении оказывается бывший пасынок героя. «Женщина с ребёнком», в которую он до сих пор влюблён, но с которой был вынужден расстаться около десяти лет назад из-за давления своих родителей, снова появляется в его жизни. Однажды это уже привело к окончательному разрыву Кузьмина с перспективной карьерой, родителями, мечтами. Однако судьба ребёнка, воспитанию которого Кузьмин когда-то хотел посвятить себя, перевешивает все возможные последствия для него, как для талантливого человека, который решается сделать чуть больше, чем того требуют обыденные формальности следствия и повседневное безразличие милицейских чиновников.

## В ролях
- Александр Мартынов — Кузьмин
- Вадим Андреев
- Владимир Носик
- Александр Демьяненко
- Татьяна Ряснянская (Донская)
- Надежда Бутырцева
- Ирина Малышева
- Егор Баринов
- Алина Власова
- Вадим Александров

## Художественные особенности
Один из фильмов, наиболее близко к реальности отражающий специфику и характер работы сотрудников милиции тех лет. Талантливая психологическая драма. Относится к категории редких фильмов, несмотря на яркую актёрскую работу и звёздный актёрский состав. Одна из наиболее ярких киноработ актёра Александра Мартынова. Не включена в Международную базу данных кино, в настоящий момент не тиражируется на ДВД. Авторская работа режиссёра Владимира Рябцева.